# Peperomia subdiscoidea
Peperomia subdiscoidea är en pepparväxtart som beskrevs av Luis Aloysius, Luigi Sodiro. Peperomia subdiscoidea ingår i släktet peperomior, och familjen pepparväxter. Inga underarter finns listade i Catalogue of Life.